# Cuina sefardita
La cuina sefardita és el conjunt de costums culinaris dels jueus sefardites, tots aquells descendents de les comunitats jueves que van viure a la península Ibèrica fins l'expulsió impulsada pels Reis Catòlics l'any 1492. Es caracteritza per combinar elements culinaris propis de les pràctiques religioses del judaisme amb la cuina mediterrània, la cuina àrab i la cuina turca.

## Història
Les comunitats sefardites van viure a la península Ibèrica fins a l'any 1492, quan van ser expulsades pels Reis Catòlics per mitjà de l'Edicte de Granada. Fins llavors la cuina sefardita incorporava molts dels elements autòctons de la cuina peninsular. Durant el segle xiv molts jueus de la península es van convertir al catolicisme per tal d'evitar l'expulsió i ser acceptats socialment. Aquests jueus conversos van mantenir la seva tradició culinària, de manera que la influència de la cuina sefardita en la cuina espanyola va perdurar al llarg del temps fins al punt que molts plats d'avui en dia no es podrien explicar sense aquesta relació. Es poden trobar diverses receptes escrites en judeocastellà.
Alguns autors estudiosos de la cultura jueva afirmen que segurament no podem parlar de cuina sefardita, sinó de l'adaptació de les variants culinàries locals al seguiment de la tradició culinària juevaː la Caixer. Aquesta teoria es reafirma en observar la influència d'altres cuines del Mediterrani en la cuina sefardita, incorporades en la seva tradició culinària arrel de la diàspora de la comunitat després de l'expulsió de la Península Ibèrica. Entre d'altres, s'hi poden observar influències de la cuina magrebina, del sud de França, Bulgària, Grècia o Turquia.
Aquest lligam amb el territori explica els dos vessants de la cuina jueva europeaː la sefardita, vinculada amb la cuina del sud d'Europa i del Mediterrani fins a Turquia, i l'asquenazita, amb influència de la cuina de l'Europa Central i Oriental.

## Ingredients
Tot i que la Caixer establia quins eren els ingredients i les combinacions permeses, les comunitats sefardites adaptaven la norma als aliments d'ús comú que podien trobar en la cuina mediterrània.

### Cereals i llegums

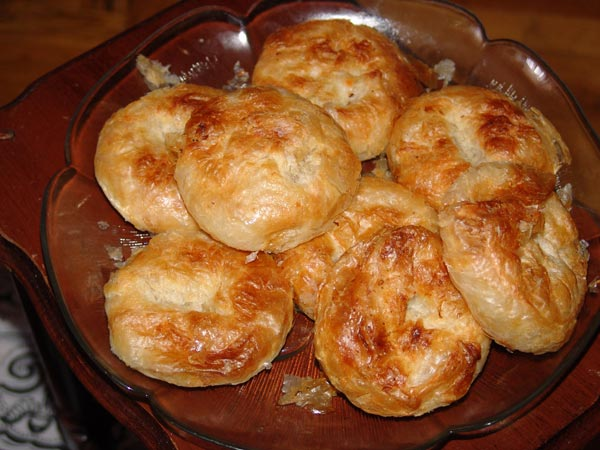
Boyoz jueu-turc

Els cereals i llegums constituïen la base fonamental de la cuina sefardita. La forma més comuna de presentar els cereals era en forma de pa o de porridge. Els més utilitzats eren el blat o la civada, mentre que l'arròs es trobava en menor quantitat ja que només es conreava a la zona de llevant. El pa sefardita es feia sense llevat, i era més sec i menys esponjós que el cristià.
El consum de llegums també era permès per la Caixer. Els chamin, els plats fets a base de llegums cuites com ara l'adafina, eren molt populars. Les sopes i els purés de verdura i els llegums solien ser, per regla general, servits com a primer plat. Els sefardites del Marroc eren molt aficionats a la sopa de faves.

### Verdures i fruites

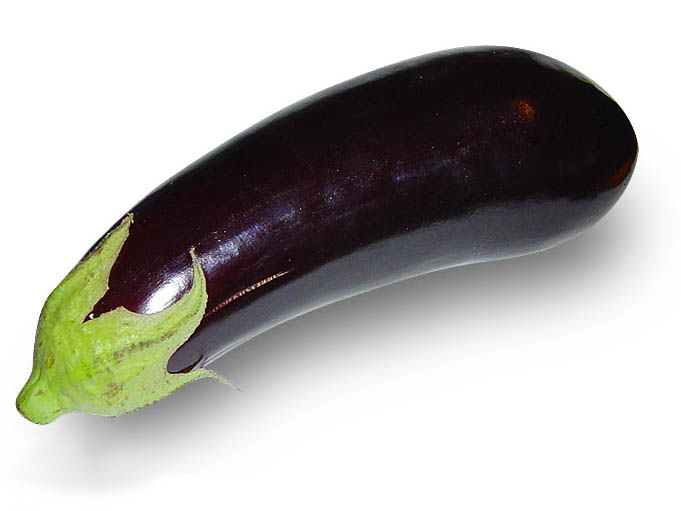
L'albergínia, una de les predileccions dels sefardites. És habitual trobar-la com a ingredient als receptaris medievals.

Les verdures i hortalisses eren consumides de forma habitual i eren acceptades per la norma Caixer. Una de les més populars eral'albergínia, fins a tal punt que en algunes mencions literàries del segle xviii el fet d'indicar que a una persona que li agradés l'albergínia equivalia a senyalar-ne la procedència sefardita. Podem trobar nombroses representacions literàries. Per exemple, s'hi fa referència al Cançoner de Baena o en la cobla sefardita d'El cant de les albergínies, on s'hi esmenten prop de trenta-cinc formes de cuinar-les. La seva inclusió a qualsevol plat provocava que rebés l'apel·latiu de "menjar de jueus".
L'albergínia, després de ser macerada en salmorra per tal d'eliminar el seu lleuger gust amarg, s'elaborava de diferents maneres: en puré, guisada, al forn, fregida amb oli d'oliva, rostida, en escabetx, adobada (com l'Albergínia d'Almagro) o confitada. Algunes d'aquestes receptes tenen un origen sarraí, com és el cas del almadroc (albergínies gratinades amb formatge) i l'alboronia. També s'utilitzaven per fer el farcit de les panades, amb un sofregit d'albergínia i ceba. D'altres plats populars eren les albergínies farcides de carn i les fritades, una mena de truita d'ou que incloïa aquesta verdura a més d'espinacs i formatge. Finalment, els sefardites de la diàspora a Salònica feien una panada a base d'ous, albergínia i formatge anomenada esfongat, que es solia servir acompanyada de talls de meló.

A part de l'albergínia, tant els alls com les cebes eren molt habituals i característiques de la cuina sefardita. Trobem descripcions freqüents de la seva olor i de l'ús sense moderació d'aquests ingredients en la tradició sefardita. L'ús de sofregits d'all i de ceba era molt comú. 

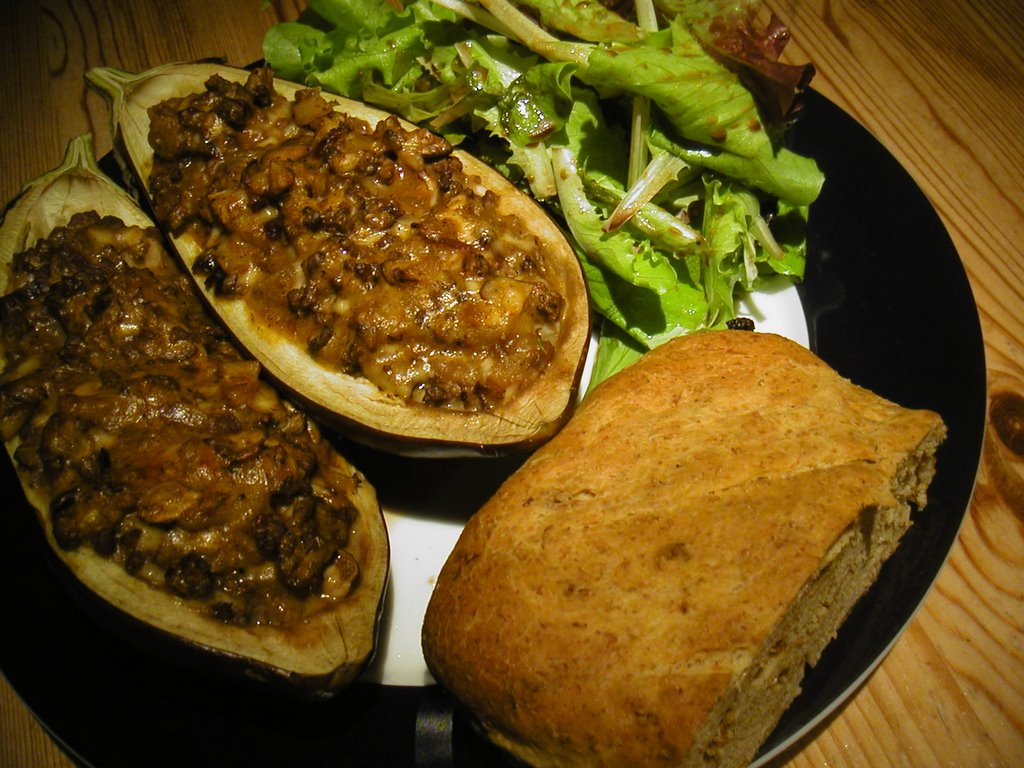
Les verdures farcides de blat o arròs fetes al forn, son elaboracions inspirades en la cuina sefardita.

Altres verdures molt consumides eren la col, la col de cabdell, els espinacs, les carxofes, els raves, els naps i l'api. Moltes d'aquestes verdures s'utilitzaven en guisats (Txólent) acompanyades d'altres ingredients com peix i carn. També era habitual trobar olives envinagrades. Altres elements com la patata no es consideren tradicionals de la cuina sefardita.
El consum de fruita variava segons l'estació. Els receptaris esmenten les taronges amargues, les pomes, els melons, els albercocs, les figues, les prunes, el raïm i els plàtans. Moltes vegades aquestes fruites s'utilitzaven en l'elaboració de postres tradicionals. Es consumien fresques o en elaboracions com l'almívar, la gelea, l'arrop i les confitures. Algunes fruites s'assecaven i s'afegien als cuinats. També s'empraven en alguns processos de panificació, com en l'elaboració del pa de figues. Els fruits secs eren presents tant als plats principals com a les postres.

### Carn, peix i altres proteïnes animals

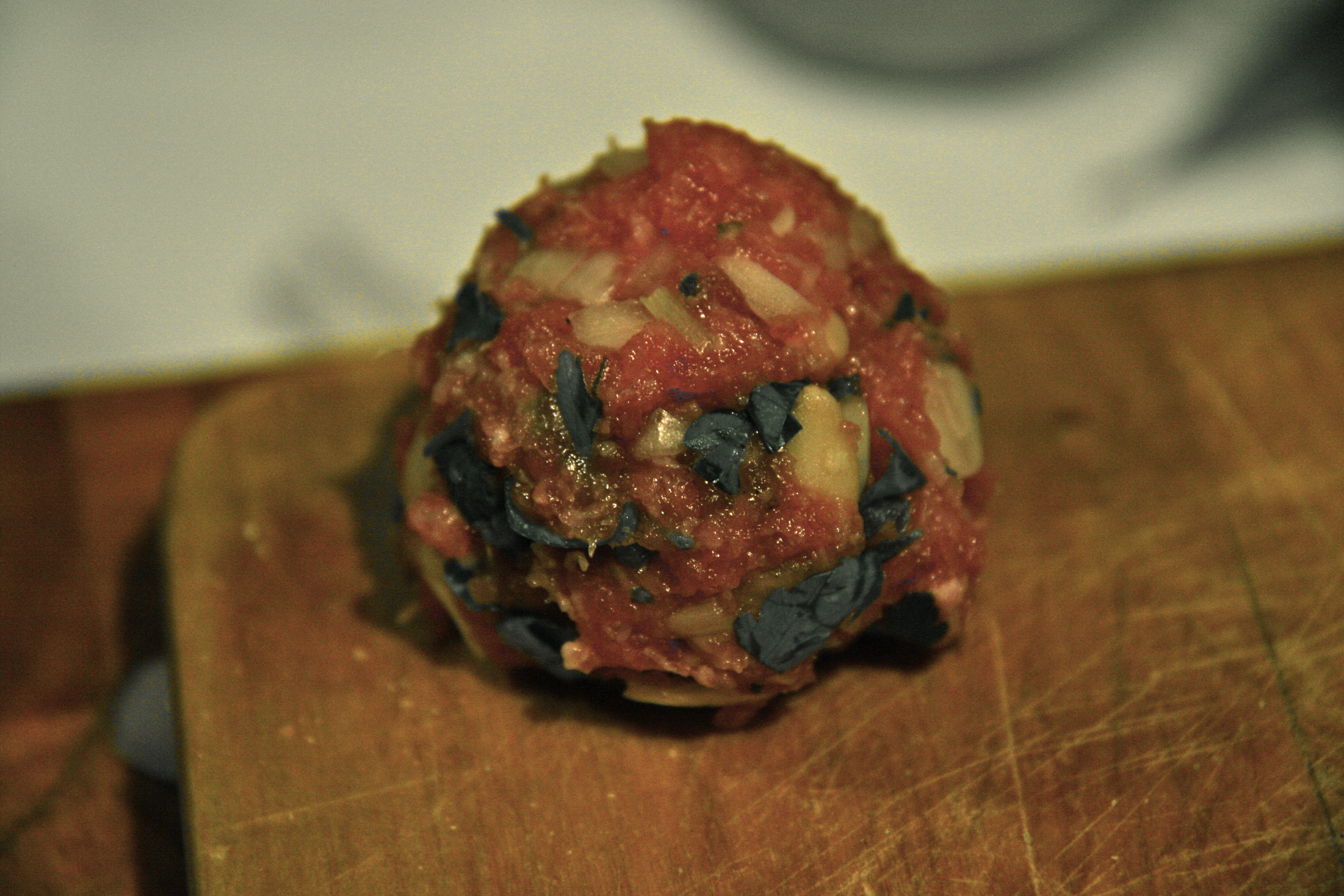
L' ús de la carn picada de xai en elaboracions com les mandonguilles era molt comú a la cuina sefardita.

En el cas de la carn, la Caixer permetia el consum de xai. El consum de vedella no estava prohibit, però es considerava més aviat un animal de treball que un aliment. El consum de porc, llebre i conill, estava completament prohibit per les normes religioses. En el cas de les aus de corral, es permetia el consum de gallines, coloms i tórtores. Els menuts eren molt populars en la cuina sefardita. La carn provenia d'animals que eren sacrificats segons les estrictes normes Caixer, així que els carnissers havien de seguir un ritual establert. La carn es consumia generalment picada, en forma de mandonguilles o panades.
El peix apareix de forma recurrent en la gastronomia sefardita. La tonyina i el seitó eren considerats aliments típics del Sàbat. Els peixos permesos per la Caixer eren la tonyina, el besuc, el lluç, la sardina i el barb. Alguns dels peixos prohibits eren el caçó, l'anguila, les angules i el marisc en general. Els plats amb peix eren nombrosos, com ara el peix cotxo, les mandonguilles de peix, les panades de tonyina, la taramosalata,o el peix en escabetx. Era molt comú consumir el peix fregit en oli d'oliva. També es consumien plats de pop bullit amb ceba, llimona i llorer.
Pel que fa als productes làctics, trobem referències al formatge Kashkaval (també conegut com a formatge cavall). Els ous s'empraven principalment com a ingredients de les sopes, sent la preparació més coneguda els ous haminats.

### Espècies

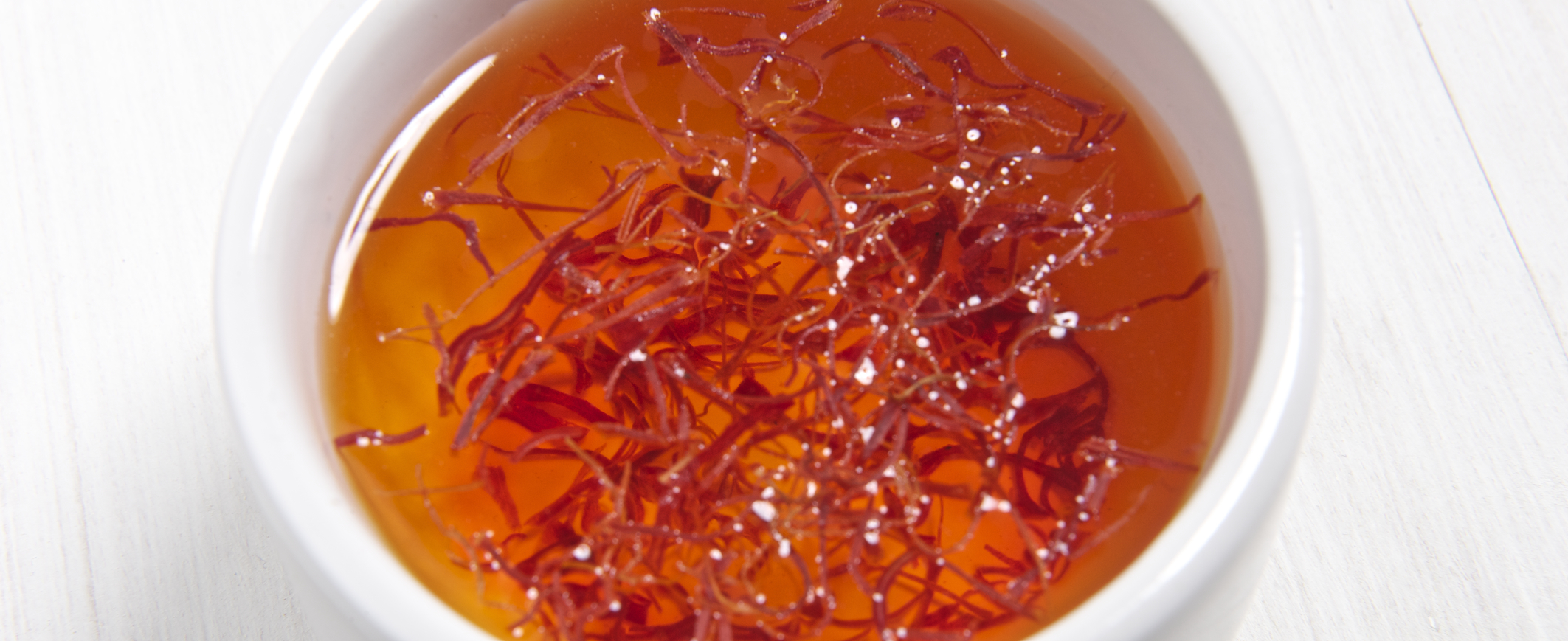
El safrà com a colorant natural era molt habitual en la cuina sefardita.

Entre les espècies més comunes a la cuina sefardita hi trobem el comí i el coriandre. El safrà era molt popular com a colorant, ja que proporcionava un color groc a les elaboracions culinàries. A la pastisseria s'utilitzava com aromatitzant la canyella, el pebre, l'aigua de roses, la matafaluga, l'almesc, l'espígol, i el cardamom, així com la ratlladura de diversos cítrics.

### Begudes
Entre les begudes tradicionals sefardites destaca la pepitada, una mena d'orxata feta amb les llavors del meló.
El vi formava part dels rituals sagrats, com ara el Kidush, però també era molt present als àpats diaris i a les celebracions familiars i festives. El vi, per complir amb les normes Caixer, no podia incloure additius, com ara la calç i el guix. Això feia que el vi sefardita fos de molt bona qualitat.

### Pastisseria i dolços

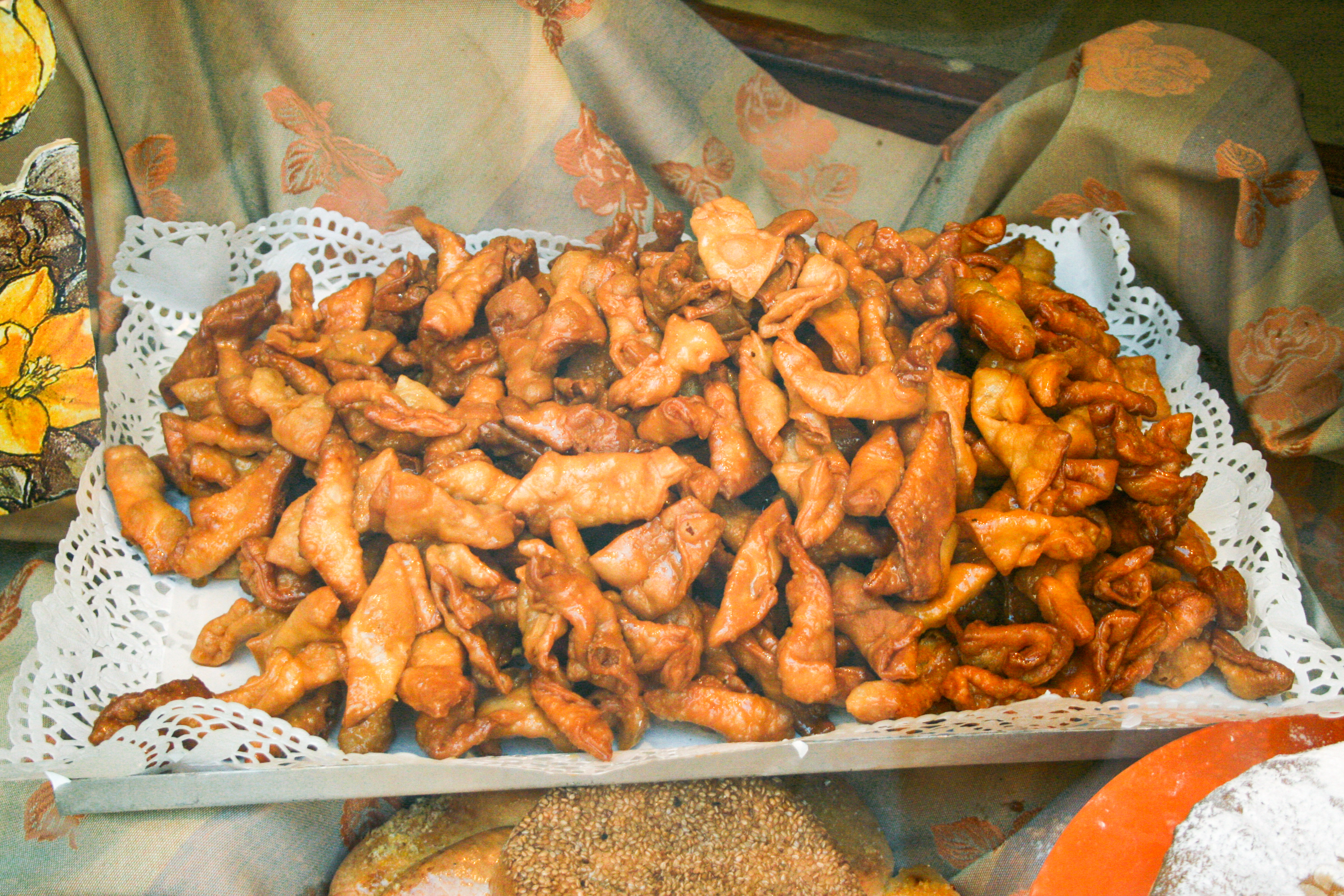
Els pestinyos d'Andalusia Oriental tenen origen sefardita

La pastisseria sefardita s'elaborava sobretot en el context de festivitats tradicionals jueves. Durant segles la mel va ser un dels edulcorants principals, tot i que també s'emprava molt el sucre. S'utilitzava en abundància la fruita seca i cítrics ratllats i s'elaboraven molts dolços amb ametlles: l'ametllat, els merengues típics d'Almuñécar (elaborats amb una base de massa d'ametlla, cobert amb crema pastissera i merenga) o el massapà (dolç típic de la Pasqua i el Purim).
Els arrucaques eren els pastissos més consumits durant la festivitat de la Pasqua i es feien amb pa sense llevat, mel i altres aromatitzants. Els bunyols se servien amb mel o arrop. Els formigos eren unes sopes fredes fetes amb llet. Les coques s'elaboraven d'una forma molt semblant a l'alajú de Castella. Els travados eren una massa fregida molt semblant als pestinyos d'Andalusia.
Moltes de les elaboracions pastisseres sefardites presenten similituds en la pastisseria espanyola actual. Una de les preparacions més conegudes era l'anomenat Pa de pessic, una mena de pa esponjós fet amb farina i ous. Amb el pa com a base trobem les anomenades Llesques de la parida, molt similars a les Rostes de Santa Teresa.
També s'elaboraven confitures de llentiscle, albercocs, figues, taronges i codony. L'alegria, una mena de sopa feta amb fruites del bosc i llavors de sèsam, era molt habitual entre els sefardites del mediterrani oriental.

## Tècniques culinàries

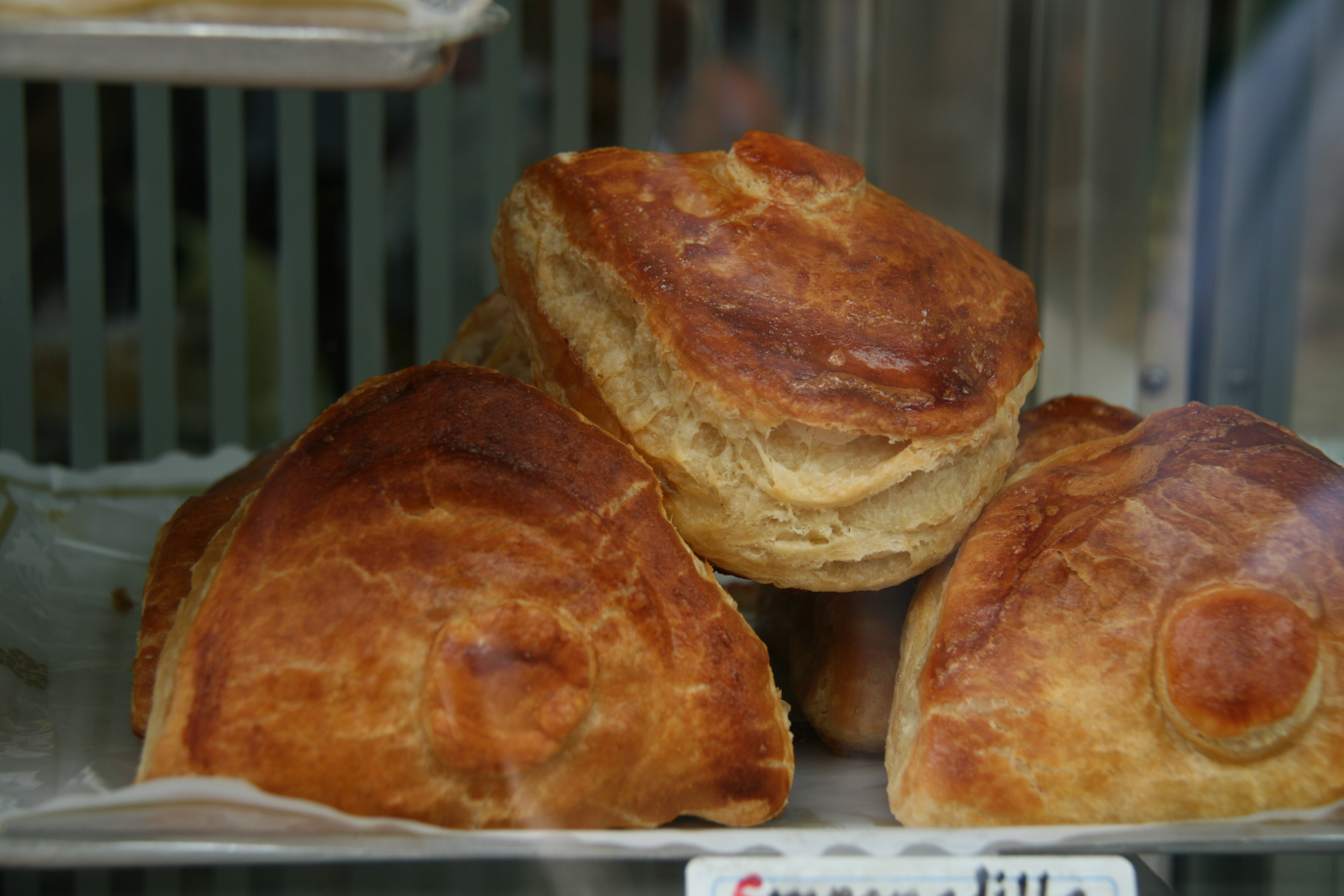
Panades de tonyina

Un dels trets que diferenciava la cuina sefardita de la cristiana era l'ús de l'oli d'oliva en la cocció enlloc del llard. A part d'això, s'utilitzava amb freqüència l'escabetx com a mètode de conservació, ja que permetia disposar d'aliments ja preparats de cara al Sàbat, dia en el qual estava prohibit cuinar. Es feien diversos plats de carn i peix marinats amb vinagre, com ara el pichkado, la chaka, o el peix fregit d'on prové el popular fish and chips de la cuina anglosaxona.
Per aquest mateix motiu també es realitzaven coccions de llarga durada, ja que també permetien deixar plats preparats amb antelació pel Sàbat. Una de les receptes més esteses era la sopa amb llegums secs (cigrons i faves) i verdures de temporada (col, espinacs i bledes). El plat més famós d'aquesta tècnica culinària és l'adafina, que estava feta amb cigrons i oli d'oliva.
Per acabar, una de les tècniques que va incorporar la cuina espanyola va ser l'elaboració de panades farcides de carn o verdures, i també de les mandonguilles fregides en oli d'oliva, cuites o barrejades amb pa.